# 石渡伸太郎
石渡 伸太郎（いしわたり しんたろう、1985年2月21日 - ）は、日本の元男性総合格闘家。大阪府大阪市出身。CAVE所属。元バンタム級キング・オブ・パンクラシスト。
石渡太輔とはいとこ同士。

## 来歴
正則高等学園高校時代は柔道部に所属。東京農業大学在学時に柔道部に所属しながら、総合格闘技を始めた。
2005年9月18日、全日本アマチュア修斗選手権のライト級（-65kg）に出場。決勝で上田将勝に敗れ、準優勝となり、プロ昇格を決めた。大学を卒業し、就職してサラリーマンとなるも、2か月で退職した。
2006年3月3日、修斗ライト級（-65kg）新人王決定トーナメントでプロ修斗デビューを果たすも、石澤大介に敗れた。11月10日には小林正俊に判定勝ちを収めプロ初白星を挙げた。
2007年8月5日、中村浩士と対戦し、判定1-0で引き分けた。
2008年2月23日、修斗で2007年度新人王の伊藤一宏と対戦、グラウンドポジションで洗濯ばさみを掛けられた体勢から伊藤を持ち上げ、頭からマットに叩き付けて失神させTKO勝ち。9月28日には不死身夜天慶にTKO勝利を収めた。
2009年1月18日、修斗で小見川道大と対戦し、引き分けた。
2009年3月20日、戦極初参戦となった戦極 〜第七陣〜のフェザー級（-65kg）グランプリ1回戦でジョン・チャンソンと対戦し、チョークスリーパーで一本負け。
2009年6月6日、修斗で土屋大喜と対戦し、開始20秒右フックを受けダウンしたところにパウンドで追撃されKO負け。
2010年7月4日、SRC ASIA vol.1のバンタム級ASIAトーナメント1回戦でパンチィー山内と対戦し、パウンドでTKO勝ち。8月22日、SRC14の2回戦でイ・ギルウと対戦し、フロントチョークで一本勝ち。10月30日、SRC15の準々決勝で中原太陽と対戦し、1-2の判定負けを喫した。

### パンクラス
2011年5月3日、初参戦となったパンクラスで赤井太志朗と対戦し、引き分けた。
2011年12月3日、バンタム級キング・オブ・パンクラス タイトルマッチで王者の井上学に挑戦し、2-0の判定勝ちを収め王座獲得に成功した。
2012年3月11日、バンタム級キング・オブ・パンクラス タイトルマッチで挑戦者の赤井太志朗と対戦し、3-0の判定勝ちを収め王座の初防衛に成功した。
2012年9月30日、修斗で宇野薫と対戦し、3-0の判定勝ちを収めた。
2013年6月22日、VTJ 2ndで修斗世界フェザー級（-60kg）王者の堀口恭司と対戦し、5RKO負け。
2014年2月2日、バンタム級キング・オブ・パンクラス タイトルマッチで挑戦者の齊藤曜と対戦し、3-0の判定勝ちを収め2度目の王座防衛に成功した。
2014年12月31日、DEEP DREAM IMPACT 2014 〜大晦日SPECIAL〜でのDEEP×パンクラス対抗戦でDEEPバンタム級王者大塚隆史と対戦し、TKO勝ち。
2015年12月13日、バンタム級キング・オブ・パンクラス タイトルマッチで挑戦者のビクター・ヘンリーと対戦し、3-0の判定勝ちを収め3度目の王座防衛に成功した。
2016年7月24日、バンタム級キング・オブ・パンクラス タイトルマッチで挑戦者のジョナサン・ブルッキンズと対戦し、3-0の判定勝ちを収め4度目の王座防衛に成功した。
2017年5月28日、バンタム級キング・オブ・パンクラス タイトルマッチで挑戦者のハファエル・シウバと対戦し、3-0の判定勝ちを収め5度目の王座防衛に成功した。

### RIZIN
2017年10月15日、RIZIN初出場となったRIZIN FIGHTING WORLD GRAND-PRIX 2017 1st ROUND -秋の陣-のバンタム級トーナメント1回戦でアクメド・ムサカエフと対戦し、判定勝ち。
2017年12月29日、RIZIN FIGHTING WORLD GRAND-PRIX 2017 2nd ROUNDのバンタム級トーナメント2回戦でSuperior Challengeバンタム級王者のケビン・ペッシと対戦し、右フック1発でペッシを失神させ、衝撃的なKO勝ちを収めた。
2017年12月31日、RIZIN FIGHTING WORLD GRAND-PRIX 2017 Final ROUNDのバンタム級トーナメント準決勝でDEEPバンタム級王者の大塚隆史と対戦し、お互いにダウンを奪い合う戦いの末、3-0の判定勝ち。
同日、バンタム級トーナメント決勝戦で堀口恭司と約4年半ぶりに再戦し、2R KO負けを喫した。
2019年4月16日、7年以上に渡り保持していたバンタム級キング・オブ・パンクラス王座を返上したことを発表。
2019年7月28日、約1年8ヶ月ぶりの復帰戦となったRIZIN.17で佐々木憂流迦と対戦し、2Rに右フックでダウンを奪った後、ノースサウスチョークで一本勝ち。
2019年12月31日、RIZIN.20のバンタム級王座挑戦者決定戦で修斗バンタム級王者の扇久保博正と対戦し、互いに一歩も引かない熱戦を繰り広げるも、1-2の判定負けを喫した。
2021年6月13日、RIZIN.28のバンタム級JAPANグランプリ1回戦で井上直樹と対戦。1Rに石渡のパンチで井上が崩れるも、詰め寄ったところにカウンターの右ストレートを受けてダウンを奪われた後、サッカーボールキックによりTKO負けを喫した。試合後、バックステージで「引退する」と話した。
2021年7月20日、この日に行われたRIZINの追加カード発表会見の第1部で、正式に引退発表と引退会見を行った。引退の理由について「これまで蓄積したダメージ、怪我、特に首がずっと良くない状態で練習が満足にできない状態で、これ以上、上位陣を倒す自分の姿が想像できなかったので『引退』という区切りを付ける事を決意しました」と話し、「パンクラスで防衛している時は自分の力に自信があったのですが、世の中の人に認知されない歯痒さがあって。RIZINに出てたくさんの人に見てもらえて、最後はこういう形で会見までやらせてもらって、たくさんの人に見てもらえて本当に良かったです」とキャリアを振り返った。また会見では、共に戦ったRIZIN選手達からもねぎらいの言葉を受けた。
2021年9月19日、RIZIN.30において引退セレモニーが行われた。

## 戦績

### プロ総合格闘技
| 総合格闘技 戦績 | 総合格闘技 戦績 | 総合格闘技 戦績 | 総合格闘技 戦績 | 総合格闘技 戦績 | 総合格闘技 戦績 | 総合格闘技 戦績 |
| --------------- | --------------- | --------------- | --------------- | --------------- | --------------- | --------------- |
| 39 試合         | (T)KO           | 一本            | 判定            | その他          | 引き分け        | 無効試合        |
| 26 勝           | 9               | 2               | 15              | 0               | 4               | 0               |
| 9 敗            | 5               | 1               | 3               | 0               | 4               | 0               |

| 勝敗 | 対戦相手                 | 試合結果                            | 大会名                                                                                   | 開催年月日     |
| ×    | 井上直樹                 | 1R 1:58 TKO（サッカーボールキック） | RIZIN.28 【RIZINバンタム級JAPANグランプリ1回戦】                                         | 2021年6月13日  |
| ×    | 扇久保博正               | 5分3R終了 判定1-2                   | RIZIN.20 【RIZINバンタム級王座挑戦者決定戦】                                             | 2019年12月31日 |
| ○    | 佐々木憂流迦             | 2R 3:58 ノースサウスチョーク        | RIZIN.17                                                                                 | 2019年7月28日  |
| ×    | 堀口恭司                 | 2R 0:11 KO（右フック）              | RIZIN FIGHTING WORLD GRAND-PRIX 2017 Final ROUND 【バンタム級トーナメント 決勝】         | 2017年12月31日 |
| ○    | 大塚隆史                 | 5分3R終了 判定3-0                   | RIZIN FIGHTING WORLD GRAND-PRIX 2017 Final ROUND 【バンタム級トーナメント 準決勝】       | 2017年12月31日 |
| ○    | ケビン・ペッシ           | 1R 4:31 KO（右フック）              | RIZIN FIGHTING WORLD GRAND-PRIX 2017 2nd ROUND 【バンタム級トーナメント 2回戦】          | 2017年12月29日 |
| ○    | アクメド・ムサカエフ     | 5分3R終了 判定3-0                   | RIZIN FIGHTING WORLD GRAND-PRIX 2017 1st ROUND -秋の陣- 【バンタム級トーナメント 1回戦】 | 2017年10月15日 |
| ○    | ハファエル・シウバ       | 5分5R終了 判定3-0                   | PANCRASE 287 【バンタム級キング・オブ・パンクラス タイトルマッチ】                       | 2017年5月28日  |
| ○    | ジョナサン・ブルッキンズ | 5分5R終了 判定3-0                   | PANCRASE 279 【バンタム級キング・オブ・パンクラス タイトルマッチ】                       | 2016年7月24日  |
| ○    | ビクター・ヘンリー       | 5分5R終了 判定3-0                   | PANCRASE 273 【バンタム級キング・オブ・パンクラス タイトルマッチ】                       | 2015年12月13日 |
| ○    | 大塚隆史                 | 1R 3:30 TKO（タオル投入）           | DEEP DREAM IMPACT 2014 〜大晦日SPECIAL〜                                                 | 2014年12月31日 |
| ×    | ジョナサン・ブルッキンズ | 5分3R終了 判定0-3                   | PANCRASE 262                                                                             | 2014年11月1日  |
| ○    | トレヴァー・ワード       | 1R終了時 TKO（タオル投入）          | PANCRASE 258                                                                             | 2014年5月11日  |
| ○    | 齊藤曜                   | 5分3R終了 判定3-0                   | PANCRASE 256 【バンタム級キング・オブ・パンクラス タイトルマッチ】                       | 2014年2月2日   |
| ○    | アラン“ヒロ”ヤマニハ     | 5分3R終了 判定2-0                   | PANCRASE 254                                                                             | 2013年12月8日  |
| ×    | 堀口恭司                 | 5R 0:41 KO（スタンドパンチ連打）    | VTJ 2nd                                                                                  | 2013年6月22日  |
| ○    | 吉武伸洋                 | 1R 3:36 KO（サッカーボールキック）  | PANCRASE 246                                                                             | 2013年3月17日  |
| ○    | 宇野薫                   | 5分3R終了 判定3-0                   | 修斗                                                                                     | 2012年9月30日  |
| ○    | 日吉伸尊                 | 5分2R終了 判定3-0                   | PANCRASE 2012 PROGRESS TOUR                                                              | 2012年6月2日   |
| ○    | 赤井太志朗               | 5分3R終了 判定3-0                   | PANCRASE 2012 PROGRESS TOUR 【バンタム級キング・オブ・パンクラス タイトルマッチ】        | 2012年3月11日  |
| ○    | 井上学                   | 5分3R終了 判定2-0                   | PANCRASE 2011 IMPRESSIVE TOUR 【バンタム級キング・オブ・パンクラス タイトルマッチ】      | 2011年12月3日  |
| ○    | 手塚基伸                 | 5分3R終了 判定2-1                   | PANCRASE 2011 IMPRESSIVE TOUR 【バンタム級次期挑戦者決定戦】                             | 2011年8月7日   |
| △    | 赤井太志朗               | 5分3R終了 判定1-1                   | PANCRASE 2011 IMPRESSIVE TOUR                                                            | 2011年5月3日   |
| ×    | 中原太陽                 | 5分2R終了 判定1-2                   | SRC15 【バンタム級ASIAトーナメント2010 準々決勝】                                        | 2010年10月30日 |
| ○    | イ・ギルウ               | 1R 2:20 フロントチョーク            | SRC14 【バンタム級ASIAトーナメント2010 2回戦】                                           | 2010年8月22日  |
| ○    | パンチィー山内           | 1R 3:13 TKO（パウンド）             | SRC ASIA vol.1 【バンタム級ASIAトーナメント2010 1回戦】                                  | 2010年7月4日   |
| ○    | 美木航                   | 5分2R終了 判定2-0                   | 修斗 The Way of SHOOTO 03 〜Like a Tiger, Like a Dragon〜                                | 2010年5月30日  |
| ×    | 土屋大喜                 | 1R 0:20 KO（右フック→パウンド）     | 修斗 SHOOTING DISCO 9 〜スーパーマン〜                                                   | 2009年6月6日   |
| ×    | ジョン・チャンソン       | 1R 4:29 チョークスリーパー          | 戦極 〜第七陣〜 【フェザー級グランプリ2009 1回戦】                                       | 2009年3月20日  |
| △    | 小見川道大               | 5分2R終了 判定0-0                   | "修斗伝承 05" ROAD TO 20th ANNIVERSARY                                                   | 2009年1月18日  |
| ○    | 不死身夜天慶             | 1R 4:08 TKO（右フック）             | "修斗伝承 03" ROAD TO 20th ANNIVERSARY                                                   | 2008年9月28日  |
| ○    | 伊藤一宏                 | 1R 2:17 TKO（スラム）               | 修斗 SHOOTING DISCO 4 〜ボーン イン ザ ☆ ファイティング〜                                | 2008年2月23日  |
| ○    | 碓氷早矢手               | 5分2R終了 判定3-0                   | 修斗 BACK TO OUR ROOTS 06                                                                | 2007年11月8日  |
| △    | 中村浩士                 | 5分2R終了 判定1-0                   | 修斗 SHOOTING DISCO 2 〜今夜はヒートアップ〜                                             | 2007年8月5日   |
| ○    | YOKOSAI                  | 1R 2:45 TKO（パウンド）             | 修斗 SHOOTING DISCO 1 〜サタデーナイトヒーロー〜                                         | 2007年6月2日   |
| ○    | 谷口智則                 | 1R 3:41 TKO（ドクターストップ）     | 修斗 下北沢修斗劇場 第17弾 〜男はつよいよ〜                                              | 2007年3月4日   |
| ○    | 小林正俊                 | 5分2R終了 判定2-0                   | 修斗                                                                                     | 2006年11月10日 |
| △    | 山田啓介                 | 5分2R終了 判定0-0                   | 修斗 下北沢修斗劇場 第16弾 〜燃えろいい男〜                                              | 2006年10月1日  |
| ×    | 石澤大介                 | 2R 2:01 TKO（カット）               | 修斗 下北沢修斗劇場 第14弾 〜'06 巣立ち〜 【新人王決定トーナメント ライト級 1回戦】      | 2006年3月3日   |

### アマチュア総合格闘技
| 勝敗 | 対戦相手 | 試合結果                | 大会名                                                                  | 開催年月日    |
| ×    | 上田将勝 | 3分2R終了 ポイント39-46 | 第12回全日本アマチュア修斗選手権 【ライト級 決勝】                      | 2005年9月18日 |
| ○    | 小澤朗   | 4分1R終了 ポイント20-18 | 第12回全日本アマチュア修斗選手権 【ライト級 準決勝】                    | 2005年9月18日 |
| ○    | 中平和   | 4分1R終了 ポイント20-16 | 第12回全日本アマチュア修斗選手権 【ライト級 2回戦】                     | 2005年9月18日 |
| ○    | 水野直宏 | 4分1R終了 ポイント20-19 | 第12回全日本アマチュア修斗選手権 【ライト級 1回戦】                     | 2005年9月18日 |
| ○    | 荻原英之 | 3分2R終了 ポイント42-37 | 第5回東日本アマチュア修斗フレッシュマントーナメント 【ライト級 決勝】   | 2005年4月29日 |
| ○    | 石田雄三 | 4分1R終了 ポイント21-17 | 第5回東日本アマチュア修斗フレッシュマントーナメント 【ライト級 準決勝】 | 2005年4月29日 |
| ○    | 加藤佳大 | 4分1R終了 ポイント24-17 | 第5回東日本アマチュア修斗フレッシュマントーナメント 【ライト級 3回戦】  | 2005年4月29日 |
| ○    | 藤石義和 | 1R 0:27 KO              | 第5回東日本アマチュア修斗フレッシュマントーナメント 【ライト級 2回戦】  | 2005年4月29日 |
| ○    | 船津泰彦 | 1R 2:12 アームロック    | 第5回東日本アマチュア修斗フレッシュマントーナメント 【ライト級 1回戦】  | 2005年4月29日 |

### エキシビション
| 勝敗 | 対戦相手   | 試合結果 | 大会名                          | 開催年月日    |
| -    | 扇久保博正 | 5分2R    | 石渡伸太郎引退興行 漢塾～継承～ | 2022年1月23日 |

## 獲得タイトル
- 第5回東日本アマチュア修斗フレッシュマントーナメント ライト級 優勝（2005年）
- 第12回全日本アマチュア修斗選手権 ライト級 準優勝（2005年）[2]
- 第2代バンタム級キング・オブ・パンクラス王座（2011年）
- RIZIN FIGHTING WORLD GRAND-PRIX 2017 バンタム級トーナメント 準優勝

## 入場テーマ曲
- HIT&RUN（スカジー） SUPERSTAR(fireball)

### 試合映像
1. ↑  『【試合映像】石渡伸太郎 vs. アクメド・ムサカエフ / Shintaro Ishiwatari vs. Akhmed Musakaev - 10/15/2017』RIZIN公式YouTubeチャンネル、2017年。
2. ↑  『【試合映像】石渡伸太郎 vs. ケビン・ペッシ / Shintaro Ishiwatari vs. Kevin Petshi - 12/29/2017』RIZIN公式YouTubeチャンネル、2017年。
3. ↑  『【試合映像】大塚隆史 vs. 石渡伸太郎 / Takafumi Otsuka vs. Shintaro Ishiwatari - 12/31/2017』RIZIN公式YouTubeチャンネル、2017年。
4. ↑  『【試合映像】堀口恭司 vs. 石渡伸太郎 / Kyoji Horiguchi vs. Shintaro Ishiwatari - 12/31/2017』RIZIN公式YouTubeチャンネル、2017年。
5. ↑  『【試合映像】石渡伸太郎 vs. 佐々木憂流迦 / Shintaro Ishiwatari vs. Ulka Sasaki - RIZIN.17』RIZIN公式YouTubeチャンネル、2019年。
6. ↑  『【試合映像】石渡伸太郎 vs. 扇久保博正 / Shintaro Ishiwatari vs. Hiromasa Ougikubo - RIZIN.20』RIZIN公式YouTubeチャンネル、2019年。
7. ↑  『【試合映像】石渡伸太郎 vs. 井上直樹 / Shintaro Ishiwatari vs. Naoki Inoue - RIZIN.28』RIZIN公式YouTubeチャンネル、2021年。

### 補足映像
1. 1 2  『【番組】RIZIN CONFESSIONS #1（※試合映像＆堀口恭司と石渡伸太郎によるRIZIN WGP 2017 準々決勝・準決勝の振り返りドキュメンタリー番組）』RIZIN公式YouTubeチャンネル、2017年。
2. ↑  『【番組】RIZIN CONFESSIONS #2（※試合映像＆堀口恭司と石渡伸太郎によるRIZIN WGP 2017 決勝戦の振り返りドキュメンタリー番組）』RIZIN公式YouTubeチャンネル、2017年。
3. ↑  『【番組】RIZIN CONFESSIONS #47（※試合映像＆佐々木憂流迦と石渡伸太郎による試合振り返りドキュメンタリー番組）』RIZIN公式YouTubeチャンネル、2019年。
4. ↑  『【番組】RIZIN CONFESSIONS #55（※試合映像＆石渡伸太郎と扇久保博正による試合振り返りドキュメンタリー番組）』RIZIN公式YouTubeチャンネル、2019年。
5. ↑  『【番組】RIZIN CONFESSIONS #73（※試合映像＆井上直樹と石渡伸太郎による試合振り返りドキュメンタリー番組）』RIZIN公式YouTubeチャンネル、2021年。

### 映像資料
1. ↑  『Yogibo presents RIZIN.30 / 対戦カード発表記者会見　2021/07/20』RIZIN公式YouTubeチャンネル、2021年。